# Joaquín José Casaus
Joaquín José Casaus  (Liria, 14 de octubre de 1793- 1885) fue un político español.  

## Biografía
Fue Fiscal de la Audiencia y Magistrado del Tribunal Supremo, fue  ministro de Gracia y Justicia interino entre octubre de 1857 y enero de 1858. Lo ocupará de forma titular entre enero y marzo de 1864, siendo designado poco después presidente del Congreso de los Diputados de España, cargo que ocupará hasta 1865. Con la restauración borbónica en España es nombrado presidente del Tribunal de Cuentas hasta su fallecimiento. 